# カントリー・ポップ
カントリー・ポップ (country pop) は、カントリー・ミュージックのサブジャンルのひとつである。

## 概要
カントリー音楽をより幅広い聴衆に届け、売り上げを増やすために、ポップ・ミュージックのサウンドを用いて、カントリーの楽曲を制作することで、カントリー音楽産業は、新たな聴き手を獲得できた。こうした取り組みは、1950年代後半にはナッシュビル・サウンドという名で知られ、後にはカントリーポリタンとも称された。1970年代半ばには、多くのカントリー歌手たちがポップ/カントリーの折衷的なサウンドへと移行し、一部のレコードは、ビルボード誌のカントリー・チャートのみならず、メインストリームの「トップ40」系のチャートでも上位に進出することがあった。
日本語では、「カントリーポップ」、「カントリー・ポップス」、「カントリーポップス」などと表記されることがある。

## 歴史

### 起源：ナッシュビル・サウンド
カントリーとポップを結びつける取り組みは、スタジオを取り仕切っていたチェット・アトキンスやオウエン・ブラッドリーが、「ロカビリーがカントリー・ミュージックの若い聴衆をあらかた奪い去っていった」後、若い大人のための新しい音楽を生み出そうとしていた1950年代からあった。ビル・アイヴィ (Bill Ivey) によると、この新たなジャンルは、テネシー州ナッシュビルで生まれ、ナッシュビル・サウンドという名で知られるようになった。アイヴィは、フィドルやバンジョーの使用をやめたことによって、「ナッシュビル・サウンドでは、カントリーより、ポップ色の強いレコードが制作された」と考えている。当時、このジャンルで最も人気があったアーティストとしては、パッツィー・クライン、ジム・リーヴス、エディ・アーノルドらがいた。1950年代にはソニー・ジェイムズの「ヤング・ラヴ」などがヒットしている。

### 1960年代
1960年代のには、スキーター・デイヴィス「エンド・オブ・ザ・ワールド」、ビリー・ジョー・ロイヤル「ダウン・イン・ザ・ブーンドックス」、ジェニーCライリー「ハーパーヴェレーPTA」、ボビー・ゴールズボロ「ハニー」などのカントリー・ポップヒットが生まれた。

### 1970年代/1980年代
1970年にリン・アンダーソンが発表した「ローズ・ガーデン ((I Never Promised You a) Rose Garden)」は、1970年から1971年はじめにかけて、ジャンルの境界を越えてカントリー・チャートで首位、ポップ・チャートでも最高3位に達し、「カントリー・ポップの世界的な大ヒット」となった。この曲により、アンダーソンは1971年の第13回グラミー賞で最優秀女性カントリー・ヴォーカル・パフォーマンス賞を受賞した。1973年、当時13歳だったマリー・オズモンドがデビューシングルに選んだのはアニタ・ブライアントの「ペーパー・ローゼズ」であった。。
オズモンドは同曲をカントリー調にアレンジし、ビルボードのカントリー・チャートで1位を記録した。

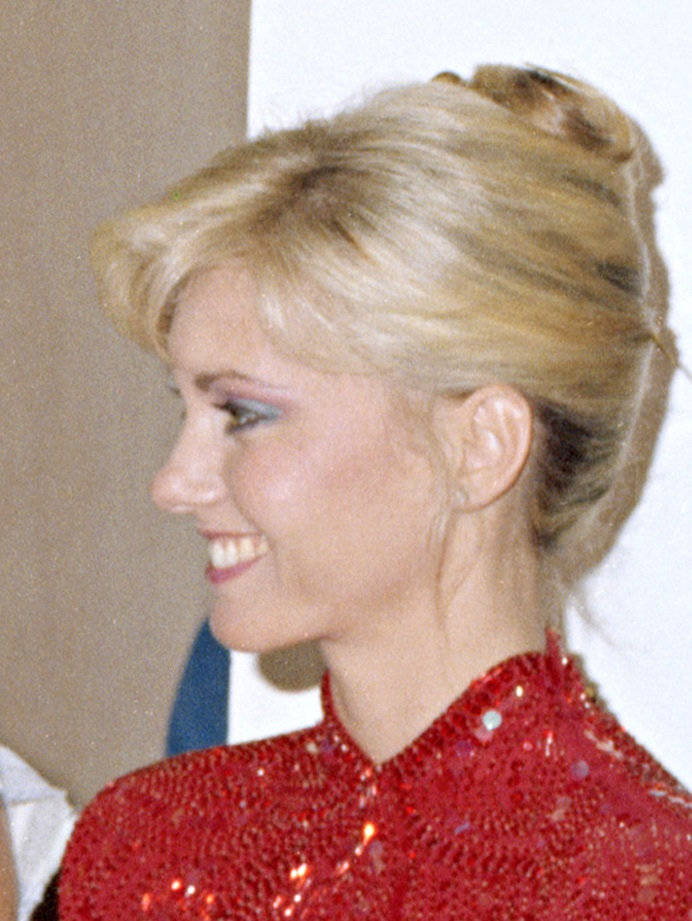
オリビア・ニュートン＝ジョン

後にメインストリームのポップ歌手へと転進した、イギリス生まれオーストラリア育ちのオリビア・ニュートン＝ジョンは、1973年にヒットした「レット・ミー・ビー・ゼア (Let Me Be There)」により、1974年の第16回グラミー賞で最優秀女性カントリー・ヴォーカル・パフォーマンス賞を受賞し、さらに「愛しい貴方 (If You Love Me (Let Me Know))」などが評価されて、1974年のカントリーミュージック協会賞で女性ボーカリスト賞 (Female Vocalist of the Year) を獲得して、最初はまずカントリー・ポップ歌手として有名になった。
1970年代半ばからソロ歌手として活動を始めたケニー・ロジャースは、1977年に「ルシール (Lucille)」がカントリー・チャートで首位、ポップ・チャートでも最高5位に達し、以降も同様にカントリー、ポップ両方のチャートに楽曲を送り込み、後には「カントリーポップス界の大御所」とも呼ばれた。
また、1960年代からカントリーのチャートで多数のヒット曲を出していたドリー・パートンは、1970年代半ばからジャンルを超えてポップ系の市場にも進出を図るようになり、1977年の「Here You Come Again」がカントリー・チャートで首位5週、ポップ・チャートでも最高3位とジャンルを超えた大ヒットとなった。その後も同様のジャンルを超えたヒットを連発し、カントリー・ポップ歌手と見なされるようになった。80年代には、オークリッジ・ボーイズの「エルヴァイラ」、ロニー・ミルサップの「ノー・ゲッティング・オーバー・ミー」、バーティ・ヒギンズの「キーラーゴ」、アラバマの「ラブ・イン・ザ・ファースト・ディグリー」、ウィリー・ネルソンの「オールウェイズ・オン・マイ・マインド」などがヒットした。
| ガース・ブルックスとシャナイア・トゥエインは、1990年代に最も成功したカントリー・ポップ歌手であった。 |  | ガース・ブルックスとシャナイア・トゥエインは、1990年代に最も成功したカントリー・ポップ歌手であった。 |
| ガース・ブルックスとシャナイア・トゥエインは、1990年代に最も成功したカントリー・ポップ歌手であった。 |  | |

### 1990年代のリバイバル
カントリー・ポップは、1990年代に再び注目を集めるようになったが、これはFMラジオ局におけるカントリー・ミュージックの拡大が始まったことが大きな理由となっており、さらにその背景には1980年代後半において連邦通信委員会 (FCC) が都市郊外や非都市地域におけるFMラジオ局の認可件数を増大させたことや、AM局がトーク・ラジオへの傾斜を強めていったことなどがあった。当時、ブームの最中にあった業界の商業的成功は、より広い支持層の獲得を目指す新たなマーケティング戦略の導入とともに、才能あるアーティストたちが台頭したことに支えられていたため、このジャンルはさらにポップ・ミュージックのスタイルへと傾斜を強め、新しいイメージを生み出していった。

### 2000年代/2010年代
2010年代には、テイラー・スウィフトやレディ・アンテベラムが成功を収め、いくつものグラミー賞を獲得した。テイラー・スウィフトが2010年にリリースしたアルバム『スピーク・ナウ』と2012年の『レッド』は、『ビルボード』誌の「Top Country Albums」や「Billboard 200」を含め、いくつものチャートで上位に進出し、『スピーク・ナウ』は100万枚、『レッド』は120万枚と、どちらのアルバムも発売最初の週のうちに百万枚以上を売り上げた。『レッド』においてスウィフトは、ダブステップのようなダンス音楽の要素も取り入れており、ポップ系の作り手/音楽プロデューサーであるマックス・マーティンやシェルバックと組んで、「私たちは絶対に絶対にヨリを戻したりしない (We Are Never Ever Getting Back Together)」、「アイ・ ニュー・ユー・ワー・トラブル (I Knew You Were Trouble)」、「22」などを生み出し、これらの曲はカントリー系のラジオ局以上に、ポップ系のラジオ局で好んで流された。続くアルバム『1989』に至り、スウィフトはカントリー・ミュージック的な要素をすべて捨て、もっぱらポップ市場だけを狙うようになった。